# 16092 Anudeepgolla
16092 Anudeepgolla este o planetă minoră (asteroid), cu un diametru de 2,973 km, din centura de asteroizi. A fost descoperită pe 10 octombrie 1999 la Experimental Test Site⁠(d) de Lincoln Near-Earth Asteroid Research. 
Obiectul prezintă o orbită caracterizată de o semiaxă mare de 2,4052707 UAi, o excentricitate de 0,14, o înclinație de 0,59855 ° în raport cu ecliptica.